# Open Water 3 : Les Abîmes de la terreur
Série
Dérive mortelle
(2006)
Pour plus de détails, voir Fiche technique et Distribution.
Open Water 3 : Les Abîmes de la terreur ou Océan noir 3 : La cage de l'enfer au Québec (Open Water 3: Cage Dive) est un thriller australien réalisé par Gerald Rascionato, en 2017.

## Synopsis
Trois personnes tournent une vidéo à l'intérieur d'une cage plongée dans un océan infesté de requins afin de l'envoyer à une émission de télé-réalité, lorsqu'une vague géante renverse leur bateau...

## Fiche technique
- Titre original : Open Water 3: Cage Dive
- Titre français : Open Water 3 : Les Abîmes de la terreur
- Titre québécois : Océan noir 3 : La cage de l'enfer
- Réalisation : Gerald Rascionato
- Scénario : Gerald Rascionato, d'après une histoire de Gerald Rascionato et Stephen Lister
- Musique : The Newton Brothers
- Décors : McPherson O. Downs et Angela Rascionato
- Photographie :  Andrew Bambach et Gerald Rascionato
- Son : Peter D. Lago, Matt McLeod
- Montage : Antoine Mikeo, Andre Stamatakakos et Gerald Rascionato
- Production : Charles M. Barsamian, Rana Joy Glickman, Gerald Rascionato, Jacob H. Gray et Antoine Mikeo

Production déléguée : Paul Adams, Wilma Adams, Herbert W. Ankrom, Michael Favelle, Robert H. Lambert,
Production déléguée : Tony Rascionato, Keith Sweitzer et Pete Valley
Coproduction : Andre Stamatakakos
- Sociétés de production[1] : Just One More Productions et Exit Strategy Productions
- Sociétés de distribution :
  - Australie : Odin's Eye Entertainment (Tous médias) ; 7Mate (Diffusion TV) ; Universal Sony Pictures Home Entertainment (DVD)
  - France : M6 Vidéo (DVD et Blu-ray)[2]
- Budget : n/a
- Pays d'origine :  Australie
- Langue originale : anglais
- Format[3] : couleur - 1,78:1 (Widescreen) (16:9)
- Genre : drame, thriller, aventures, épouvante-horreur
- Durée : 80 minutes
- Dates de sortie[4] :
  - Australie : 26 avril 2017 (Gold Coast Film Festival) ; 27 avril 2017 (sortie nationale)
  - France : 27 juin 2018 (sortie directement en DVD, Blu-ray et VOD)[5],[2].
- Classification[6] :
  -  Australie : Interdit aux moins de 15 ans (MA 15+ - Mature Accompanied)[7].
  -  France : Tous publics avec avertissement.

## Distribution
- Joel Hogan : Jeff Miller
- Josh Potthoff : Josh Miller
- Megan Peta Hill : Megan Murphy
- Pete Valley : Greg
- Christopher Callen : la mère de Josh et Jeff
- Mark Fell : plongeur
- Tara Wraith : fille perdue en mer #1
- Teagan Berger : fille perdue en mer #2
- Tricia Brooks : fille perdue en mer #2 voix off
- Chris Bath : Chris Bath
- Robert Ovadia : Robert Ovadia
- Paul Adams : l'oncle de Josh et Jeff
- Wilma Adams : la tante de Josh et Jeff
- Mary O'Neill : fille à la fête
- Nicholas Phelan : Josh (jeune)
- Matthew Phelan : Jeff (jeune)
- Harry Pinkney-Blain : Greg (jeune)
- Craige McPhersons : cadavre
- Andrew Nathan : officier de police
- Alessandro Romeo : survivant
- Suzanne Dervish-Ali : sœur

 Sauf indication contraire, les informations mentionnées dans cette section peuvent être confirmées par la base de données cinématographiques IMDb,  présente dans la section « Liens externes ».